# Gobernador
Gobernador – gmina w Hiszpanii, w prowincji Grenada, w Andaluzji, o powierzchni 23 km². W 2011 roku gmina liczyła 322 mieszkańców. Gubernator jest zaludniony od prehistorii.